# Rabah Ziad
Rabah Ziad (en arabe : رابح زياد) est un footballeur algérien né le 20 décembre 1987 à Aïn M'lila dans la wilaya d'Oum El Bouaghi. Il évolue au poste de défenseur central à l'AS Aïn M'lila.

## Biographie
Rabah Ziad évolue en première division algérienne avec les clubs de l'USM El Harrach, de l'AS Khroub, de l'USM Bel Abbès, du CRB Aïn Fakroun, et de l'AS Aïn M'lila. Il dispute plus de 200 matchs en première division.
Il inscrit son premier but en première division le 25 avril 2011, lors d'un déplacement à Belouizdad, permettant à son équipe de faire match nul (1-1). Il délivre également deux passes décisives cette saison là.